# Micha Guttmann
Micha Guttmann (* 1947 in Berlin) ist ein deutscher Rechtsanwalt, Journalist und Coach für den Umgang mit Medien.

## Leben
Guttmann wurde im Berliner Ortsteil Wedding geboren und wuchs in Charlottenburg auf. Nach einem Studium der Rechtswissenschaft und einem Zusatzstudium an der Film- und Fernsehakademie in Berlin arbeitete Guttmann als Fernsehjournalist zunächst für den Sender Freies Berlin und RTL in Luxemburg. Seine weitere journalistische Laufbahn führte ihn 1985 als Redakteur der Programmgruppe Zeitgeschehen, Recht und Justiz zum Westdeutschen Rundfunk (WDR). Dort war er u. a. als Fernsehmoderator und als Auslandskorrespondent für die ARD in New York tätig.
Von 1968 bis 1970 war er – mit einer kurzen Unterbrechung – Vorstandsmitglied des Bundesverbandes Jüdischer Studierender in Deutschland und von 1988 bis 1992 Generalsekretär des Zentralrats der Juden in Deutschland. Er war Mitglied der Repräsentantenversammlung der Jüdischen Gemeinde zu Berlin.
Micha Guttmann arbeitet als Rechtsanwalt in Köln. Seit 1998 hat er sich auf Medienberatung und Medientraining spezialisiert.

## Auszeichnungen
Für seine journalistische Tätigkeit wurde Guttmann 1995 zusammen mit der Journalistin der Frankfurter Rundschau, Ferdos Forudastan, mit dem Pressepreis des Deutschen Anwaltvereins ausgezeichnet.